# Carlos María Bru
Carlos María Bru Purón (ur. 28 lutego 1927 w Astudillo) – hiszpański polityk i prawnik, poseł do Kongresu Deputowanych, poseł do Parlamentu Europejskiego II, III i IV kadencji.

## Życiorys
Ukończył prawo na Uniwersytecie Complutense w Madrycie, kształcił się następnie na Uniwersytecie Paryskim. Od 1956 do 1997 praktykował jako notariusz.
Działacz i wiceprzewodniczący Demokratycznej Lewicy, w 1979 dołączył do Hiszpańskiej Socjalistycznej Partii Robotniczej. Z ramienia PSOE w latach 1983–1986 zasiadał w Kongresie Deputowanych. Od 1986 do 1994 i ponownie w 1999 był eurodeputowanym, należał do frakcji socjalistycznej, pełnił funkcję wiceprzewodniczącego Komisji ds. Regulaminu, Weryfikacji Mandatów i Immunitetów oraz Komisji ds. Instytucjonalnych.
Wieloletni działacz Ruchu Europejskiego. Był sekretarzem generalnym (1982–1986), przewodniczącym (1986–1996) i wiceprzewodniczącym (1996–2004) hiszpańskiego oddziału tej organizacji.